# Entscheidung nach Aktenlage
Eine Entscheidung nach Aktenlage – auch Aktenlageentscheidung und Entscheidung nach Lage der Akten genannt – ist eine Entscheidung durch eine Behörde oder ein Gericht ohne mündliche Verhandlung.

## Weitere Einzelheiten
Eine Entscheidung nach Aktenlage ist in Verwaltungs-, Gerichts- und sonstigen Verfahren möglich, die mit einer rechtsverbindlichen Entscheidung abgeschlossen werden sollen, wenn die Anwesenheit der Beteiligten zur Ermittlung des entscheidungserheblichen Sachverhalts nicht erforderlich ist, die Beteiligten trotz ordnungsgemäßer Ladung nicht erschienen sind (Säumnis) oder auf ihre Anwesenheit verzichtet haben, etwa im Fall einer Entscheidung durch Gerichtsbescheid. Der Entscheidung wird dann der aus den schriftlichen Verfahrensakten bekannte Sachverhalt zugrunde gelegt, ohne diesen durch persönliche Anhörung, Untersuchung oder mündliche Verhandlung der Beteiligten weiter zu ermitteln oder zu erörtern.
Im deutschen Recht ist eine Entscheidung nach Aktenlage zum Beispiel nach § 251a ZPO vorgesehen, wenn beide Parteien im Zivilprozess nicht erscheinen oder verhandeln oder nach § 331a ZPO, wenn eine Partei nicht erscheint und die andere Partei statt eines Versäumnisurteils eine Entscheidung nach Aktenlage beantragt. Statt einer Entscheidung nach Lage der Akten kann das Gericht bei beidseitiger Säumnis die Verhandlung vertagen (§ 227 ZPO) oder das Ruhen des Verfahrens anordnen (§ 251 ZPO).
Auch bei der Zustimmung zur Kündigung eines schwerbehinderten Arbeitnehmers oder eines Arbeitnehmers, der Kündigungsschutz nach dem Elften Buch Sozialgesetzbuch (SGB XI) oder dem Mutterschutzgesetz oder Bundeserziehungsgeldgesetz genießt, kann bei Ausbleiben im Anhörungstermin von der Behörde nach Lage der Akten entschieden werden.
Wurde bei einer Entscheidung nach Aktenlage der Sachverhalt nur unzureichend ermittelt und verstößt sie deshalb gegen den Amtsermittlungsgrundsatz, ist die Entscheidung rechtswidrig und damit aufhebbar.